# Gartow
Gartow település Németországban, azon belül Alsó-Szászország tartományban. Lakosainak száma 1516 fő (2023. december 31.). Gartow Höhbeck és Gorleben községekkel határos.

## Népesség
A település népessége az elmúlt években az alábbi módon változott:
| Lakosok száma | 1443 | 1411 | 1425 | 1477 | 1533 | 1516 |
|               | 2016 | 2017 | 2019 | 2021 | 2022 | 2023 |